# Консалтинг
Конса́лтинг (англ. consulting — консультування) — діяльність з консультування керівників, управлінців з широкого кола питань у сфері фінансової, комерційної, юридичної, технологічної, технічної, експертної діяльності. Мета консалтингу — допомогти системі управління (менеджменту) в досягненні заявлених цілей.
Іншими словами: консалтинг — це управлінське консультування з широкого кола питань у сфері фінансової, юридичної, технологічної, технічної, експертної діяльності, що надається зовнішніми консультантами, для рішень тієї чи іншої проблеми. Консалтингові компанії спеціалізуються за окремими напрямами діяльності (наприклад, фінансовому, кадровому, організаційному, стратегічному).
Основне завдання консалтингу полягає в аналізі, обґрунтуванні перспектив розвитку та використанні науково-технічних та організаційно-економічних рішень з урахуванням предметної області та проблем клієнта.

## Визначення поняття
Термін «консалтинг» означає здійснення управлінського консультування будь-якого масштабу. Консалтинг, або управлінське консультування, може стосуватися як локальних суто економічних питань (фінансовий аналіз, бухгалтерія, аудит, оподаткування), так і глобальних управлінських проблем (стратегічний розвиток, реорганізація, інноваційний процес).
В широкому сенсі цього слова консалтинг — це вид інтелектуальної діяльності, основне завдання якого полягає в аналізі, обґрунтуванні перспектив розвитку і використання науково — технічних і організаційно-економічних інновацій з урахуванням предметної області і проблем клієнта.
Консалтинг — це комплекс знань, пов'язаних з науковим пошуком, проведенням досліджень, постановкою експериментів з метою розширення наявних та отримання нових знань, перевірки наукових гіпотез, встановлення закономірностей, наукових узагальнень, наукового обґрунтування проектів для успішного розвитку організації. Консалтинг — дуже складне багатофакторне соціальне явище, значення якого в міру розвитку суспільства, ринкових відносин постійно зростає.
У страхуванні під консалтинговими послугами розуміють надання повного спектра інтелектуальних послуг, спрямованих на отримання покупцями якісного страхового продукту.
Основна мета консалтингу полягає в поліпшенні якості керівництва, підвищенні ефективності діяльності компанії в цілому та збільшенні індивідуальної продуктивності праці кожного працівника.

## Історія розвитку консалтингу
Нова область професійних послуг — консультування з економіки і управління почала розвиватися на початку 20 століття. Перші консультантами були: Фредерік Тейлор, Гаррінгтон Емерсон і Артур Д. Літтл. Перша консалтингова фірма («Служба діловіх досліджень») з'явилась на початку ХХ ст. в Чикаго. У 1914 році Едвіном Бузом була організована служба ділових досліджень, що стала однією з перших консалтингових компаній в світі - «Booz Allen Hamilton», а в 20-х роках такі фірми з'явилися в Європі (в першу чергу в Англії та Німеччині).
Наступним етапом розвитку ринку консалтингових послуг можна вважати кінець 20-х-початок 30-х років. У 1926 році Джеймс МакКінсі і Ендрю Томас Карні заснували фірму, яка дала початок двом найбільшим консалтинговим компаніям світу — «McKinsey & Company» і «AT Kearney».
В умовах прискореного повоєнного розвитку консалтинг здобуває неймовірну актуальність, популярність і займає важливе місце в ринковій інфраструктурі. Подальший розвиток консалтингу зберігає стійкий темп, з кожним роком нарощуючи обсяги.
Істотний внесок у розвиток ринку консалтингових послуг внесла аудиторська діяльність. З початку 60-х років (цей час прийнято називати «золотим століттям» консалтингу) найбільші аудиторські компанії поступово розширили список своїх послуг. Нарівні з аудиторськими послугами вони стали пропонувати своїм клієнтам і послуги в сфері управлінського консалтингу.
Консалтингові послуги диференціювалися, їх перелік згідно з класифікацією Європейської Федерації консультантів по Управлінню становить понад 100 видів.

## Класифікація консалтингових послуг
Консалтингова послуга — інтелектуальний продукт, що залишається у володінні клієнта після завершення консультування.
Існує два основних види класифікації консалтингових послуг:
- з точки зору предмету консультування — попредметна класифікація;
- з точки зору методу консультування методологічна класифікація.

Попредметно класифікація більш поширена, оскільки вона зрозуміліше споживачам консалтингових послуг. Відповідно до неї консалтингові послуги кваліфікуються в залежності від тих розділів (елементів) менеджменту, на які вони спрямовані: загальний менеджмент, фінансовий менеджмент, виробничий менеджмент і т.д.
Методологічна класифікація професійно орієнтована на самих консультантів, так як кваліфікує їх в залежності від методів роботи. Відповідно до цієї класифікації розрізняють експертне, процесне і навчальне консультування.
- Процесне консультування (проектного) полягають у спільній роботі консультанта з персоналом і керівництвом компанії-замовника. Дана взаємодія зводиться до розробки та впровадження рішень по оптимізації процесів в компанії, необхідних для досягнення конкретних цілей.
- Експертне консультування передбачає розробку рішень і рекомендацій з їх упровадження після проведення діагностики в компанії-замовнику. При цьому роль клієнта зводиться тільки до забезпечення консультанта необхідною інформацією (доступі до неї) для оцінки ситуації.
- Навчальне консультування полягає в тому, що роль консультанта зводиться до надання клієнту необхідної теоретичної або (та) практичної інформації у формі семінарів, лекцій, тренінгів, методичних посібників.

## Види консалтингових послуг
Відповідно до класифікації Європейського довідника консультантів, існує 84 види консалтингових послуг, об'єднаних у 8 найголовніших груп:
1. Загальне управління:
- Визначення ефективності системи управління.
- Оцінка бізнесу.
- Управління нововведеннями.
- Визначення конкурентоспроможності / вивчення кон'юнктури ринку.
- Диверсифікація чи становлення нового бізнесу.
- Міжнародне управління.
- Оцінка управління.
- Злиття та придбання.
- Організаційна структура та розвиток.
- Приватизація.
- Управління проектом.
- Управління якістю.
- Реорганізація інженерних служб.
- Дослідження і розвиток.
- Стратегічне планування.

2. Адміністрування:
- Аналіз роботи канцелярії.
- Розміщення і переміщення відділів.
- Управління офісом.
- Організація та методи управління.
- Регулювання ризику.
- Гарантії безпеки.
- Планування робочих приміщень і їхнє оснащення.

3. Фінансове управління:
- Системи обліку
- Оцінка капітальних витрат.
- Оборот фірми.
- Зниження собівартості.
- Неплатоспроможність (банкрутство).
- Збільшення прибутку.
- Збільшення доходів.
- Оподаткування.
- Фінансові резерви.

4.Управління кадрами:
- Професійний рух і скорочення штатів.
- Культура корпорації.
- Рівні можливості.
- Пошук кадрів.
- Відбір кадрів.
- Здоров'я та безпека.
- Програми заохочення.
- Внутрішні зв'язки.
- Оцінка робіт.
- Трудові угоди і зайнятість.
- Навчання менеджменту.
- Планування робочої сили.
- Мотивація.
- Пенсії.
- Аналіз функціонування.
- Психологічна оцінка.
- Винагороду.
- Підвищення кваліфікації працівників.

5. Маркетинг:
- Реклама і сприяння збуту.
- Корпоративний образ і відносини з громадськістю.
- Післяпродажне обслуговування замовників.
- Дизайн.
- Прямий маркетинг.
- Міжнародний маркетинг.
- Дослідження ринку.
- Стратегія маркетингу.
- Розробка нової продукції.
- Ціноутворення.
- Роздрібний продаж і дилерство.
- Управління збутом.
- Навчання збуту.
- Соціально-економічні дослідження і прогнозування.

6. Виробництво:
- Автоматизація.
- Використання обладнання та його технічне обслуговування.
- Промисловий інжиніринг.
- Переробка матеріалів.
- Регулювання внутрішнього розподілу матеріалів.
- Упаковка.
- Схема організації робіт на підприємстві.
- Конструювання й удосконалювання продукції.
- Управління виробництвом.
- Планування і контроль за виробництвом.
- Підвищення продуктивності.
- Закупівлі.
- Контроль якості.
- Контроль за постачанням вузлів і деталей.

7. Інформаційна технологія:
- САПР / АСУ.
- Застосування комп'ютерів в аудиті й оцінці.
- Електронна видавнича діяльність.
- Інформаційно-пошукові системи.
- Адміністративні інформаційні системи.
- Проектування і розробка систем.
- Вибір і установка систем.

8.Консалтинг в міжнародному бізнесі:
- Експортний консалтинг.
- Імпортний консалтинг.
- Дослідження іноземних ринків.
- Консультування з міжнародних фінансових розрахунків.
- Консультування з тарифного та нетарифного регулювання.

9. Спеціалізовані послуги:
- Навчальне консультування.
- Консалтинг з управління електроенергетикою.
- Інженерний консалтинг.
- Екологічний консалтинг.
- Інформаційний консалтинг.
- Юридичний консалтинг.
- Консалтинг по управлінню розподілом матеріалів і матеріально-технічному постачанню.
- Консалтинг у державному секторі.
- Консалтинг з телекомунікацій.

## У яких випадках клієнти звертаються по допомогу в консалтингову компанію?
Згідно з поширеною думкою, до послуг зовнішніх консультантів звертаються в основному в першу чергу ті організації, які опинилися в критичному положенні. Проте допомога в критичних ситуаціях — зовсім не основна функція консалтингу. Хто і чому звертається по допомогу в консалтингову компанію?
1. По-перше, в тих випадках, коли підприємство, що має статус надійного, намічає перебудову всієї системи, пов'язану або з розширенням, або із зміною форми власності, або докорінною зміною спектру діяльності підприємства і переорієнтацією її на перспективніші і/або вигідніші напрями бізнесу.
2. По-друге, у випадках, коли підприємство, що має статус надійного, з метою затвердження своїх позицій на ринку і створення необхідного іміджу в очах потенційних партнерів, звертається до послуг консультанта (наприклад, аудитора), проводить ревізію своєї діяльності (наприклад, аудиторську перевірку) і потім робить її результати надбанням гласності.
3. І, нарешті, по-третє, в тих випадках, коли підприємство знаходиться в критичному стані (або навіть на межі краху) та своїми силами з такої ситуації вибратися не в змозі, зважаючи на відсутність досвіду і внутрішніх ресурсів для адекватної і своєчасної реакції на ситуацію, що створилася. Послуги консультанта (консалтингової фірми) в цьому випадку носять характер криза-консалтингу.

## Напрямки консалтингу
1. В економічній сфері:

- управлінське консультування;
- консультування з кадрових питань, з проблем матеріально-технічного забезпечення; технологічне консультування; консультування з ресурсів (паливних, сировинни); консультування зі структурно-функціональних проблем організації; консультування з суспільних (політичних, соціально-психологічних та ін.);
- психоаналітичний консалтинг розвинений Манфредом Кетс де Врісом

1. У соціальній сфері:

- консультування з проблем громадських організацій (у системі освіти, культури, охорони здоров′я, фізичної культури і спорту);
- консультування щодо місця організації в системі суспільних відносин;

1. У політичній сфері в її взаємозв'язку з соціальною:

- з проблем функціонування політичних організацій;
- консультування всіх типів організацій з політичних проблем;

1. У сфері правових відносин:

- щодо формування правових основ діяльності організації;
- правове консультування з питань функціонування організації;

1. В культурній сфері:

- з загальних питань функціонування соціокультурної сфери;
- з проблем діяльності культурної установи;

1. В екологічній сфері:

- екологія природи;
- соціальна екологія;
- екологія людини.